# Da Vinci-koden

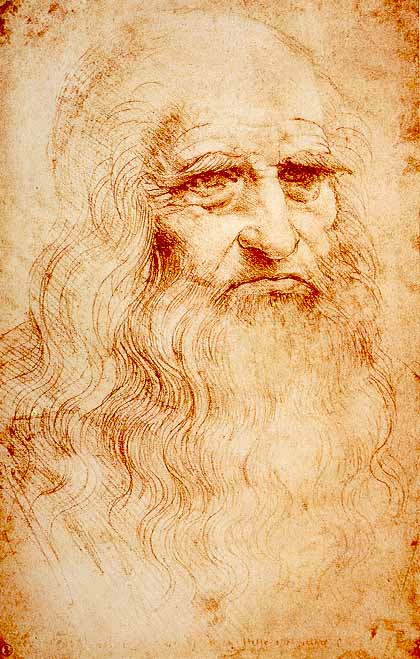
Da Vinci-koden är uppkallad efter Leonardo da Vinci (1452–1519).

Da Vinci-koden är en roman av den amerikanske författaren Dan Brown. Den följer en professor i religionssymbolik, Robert Langdon, som blir indragen i en mordutredning i Paris och upptäcker en kamp mellan Prieuré de Sion och Opus Dei över huruvida Jesus från Nasaret var gift och hade barn med Maria Magdalena. Boken är en internationell bästsäljare och räknas som världens mest sålda roman med 60,5 miljoner inbundna exemplar (2006), översatta till 44 olika språk. Under sitt första år överträffades bokens försäljningssiffror endast av JK Rowlings Harry Potter och Fenixorden.
Boken är uppkallad efter det italienske universalgeniet Leonardo da Vinci. Den har gett upphov till ett stort intresse i spekulationer om legenden om den heliga graal och Magdalenas roll i kristendomens historia. Boken har i stor utsträckning fördömts av romerska katoliker och andra kristna som oärliga angrepp på den katolska kyrkan. Den har också kritiserats för att innehålla flera historiska och vetenskapliga felaktigheter.
Da Vinci-koden, som själv föregås av andra Graal-böcker såsom Heligt blod, helig Gral av Michael Baigent, Richard Leigh och Henry Lincoln, och Umberto Ecos Foucaults Pendel, har inspirerat till ett antal romaner mycket lika den, inklusive Raymond Khourys Den siste tempelriddaren. Da Vinci-koden är den andra av Dan Browns böcker där Robert Langdon är huvudperson. Den första var Änglar och demoner (2000), vars handling är förlagd till Rom och handlar om brödraskapet Illuminati.
År 2006 släpptes en eponymisk filmomarbetning av Sonys Columbia Pictures, med filmmanuskript av Akiva Goldsman och i regi av Ron Howard.

## Handling

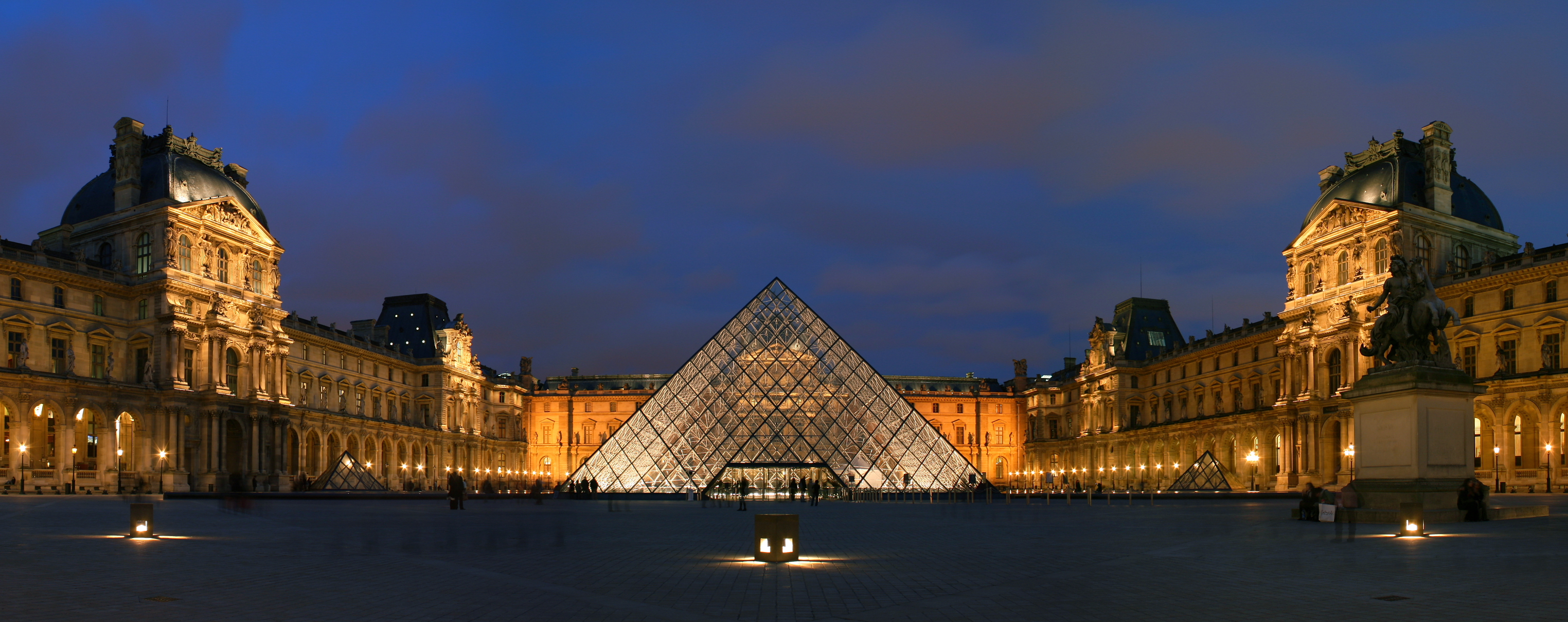
Louvren i Paris är en av de platser där Da Vinci-koden utspelas.

Berättelsen är förlagd till Frankrike och England. I Grande Galerie i Louvren, Paris, mördas museiintendent Jacques Saunière av en albinomunk. På hans nakna kropp, som ligger i samma ställning som Leonardo da Vincis Den vitruvianske mannen, finns ett pentagram ritat med blod. Offret har med sina sista ansträngningar lämnat efter sig en del, vid första anblicken, obegripliga ledtrådar. Bland annat har han på golvet, med fluorescerande färg, skrivit "oh draconian devil, oh lame saint, P.S Find Robert Langdon" (hitta Robert Langdon). Den första raden visar sig senare vara ett anagram för "Leonardo da Vinci - The Mona Lisa", som innehåller fler hemligheter. Tolkningen av de dolda meddelandena i Leonardo da Vincis berömda verk, som rör begreppet det heliga kvinnliga, tar en framträdande plats i lösningen på mysteriet.
Polisen tar den amerikanske experten på religionssymbolik, symbolforskaren Robert Langdon, till Louvren. Han och Jacques Saunière hade avtalat möte med varandra och skulle ha träffats samma kväll. Robert Langdon blir indragen i mordutredningen. Då han själv visar sig vara huvudmisstänkt blir han tvungen att söka svaret på mordoffrets efterlämnade ledtrådar. Till sin hjälp har han dennes barnbarn, Sophie Neveu. Jakten på svaret går genom en snårskog av hemliga sällskap med mystiska riter, historiska personers efterlevandes hemligheter samt ovärderliga föremåls dittills otolkade budskap. Titeln anspelar på en tolkning av Leonardo da Vincis berömda fresk Nattvarden, där lärjungen som sitter till vänster om Jesus inte är aposteln Johannes utan Maria Magdalena.

## Grundtankar i romanen
På många sätt är romanen en samhällskritik. Själva intrigen uttrycker författarens övertygelse om det essentiella i det fria ordet och den sanna kunskapen: kunskapen är makt. Men då det krävs förkunskaper och idogt arbete (och kanske slump eller ödet) för att vinna denna kunskap, är den rätta kunskapen inte för gemene man, åtminstone inte än. Den finns för få utvalda.
Romanen har varit livligt diskuterad då den inleds med författarens intyg att det berättade bygger på vissa fakta. En av de mer kontroversiella ämnena i romanen är att den historiske Jesus och Maria Magdalena fick en dotter, vars ätt fortlever i Frankrike. En av ättlingarna uppges vara en tidigare ledare av Prieuré de Sion och dennes släkt. Detta kan ses parallellt med att det är vanligt inom den muslimska världen att härstamning från Muhammed legitimerar vissa regenters suveränitet, så till exempel kung Abdulla II av Jordanien och traditionellt kalifer och emirer.
Dan Brown drar sig inte för att kritisera kyrkan, främst den katolska orden Opus Dei, för mord och terror, och för att tvinga sina medlemmar till blind lydnad, samt historiska makthavare, vilka i romanen anklagas för att ha undanhållit folket Jesus syn på kvinnans roll..

### Nattvarden och den heliga graal

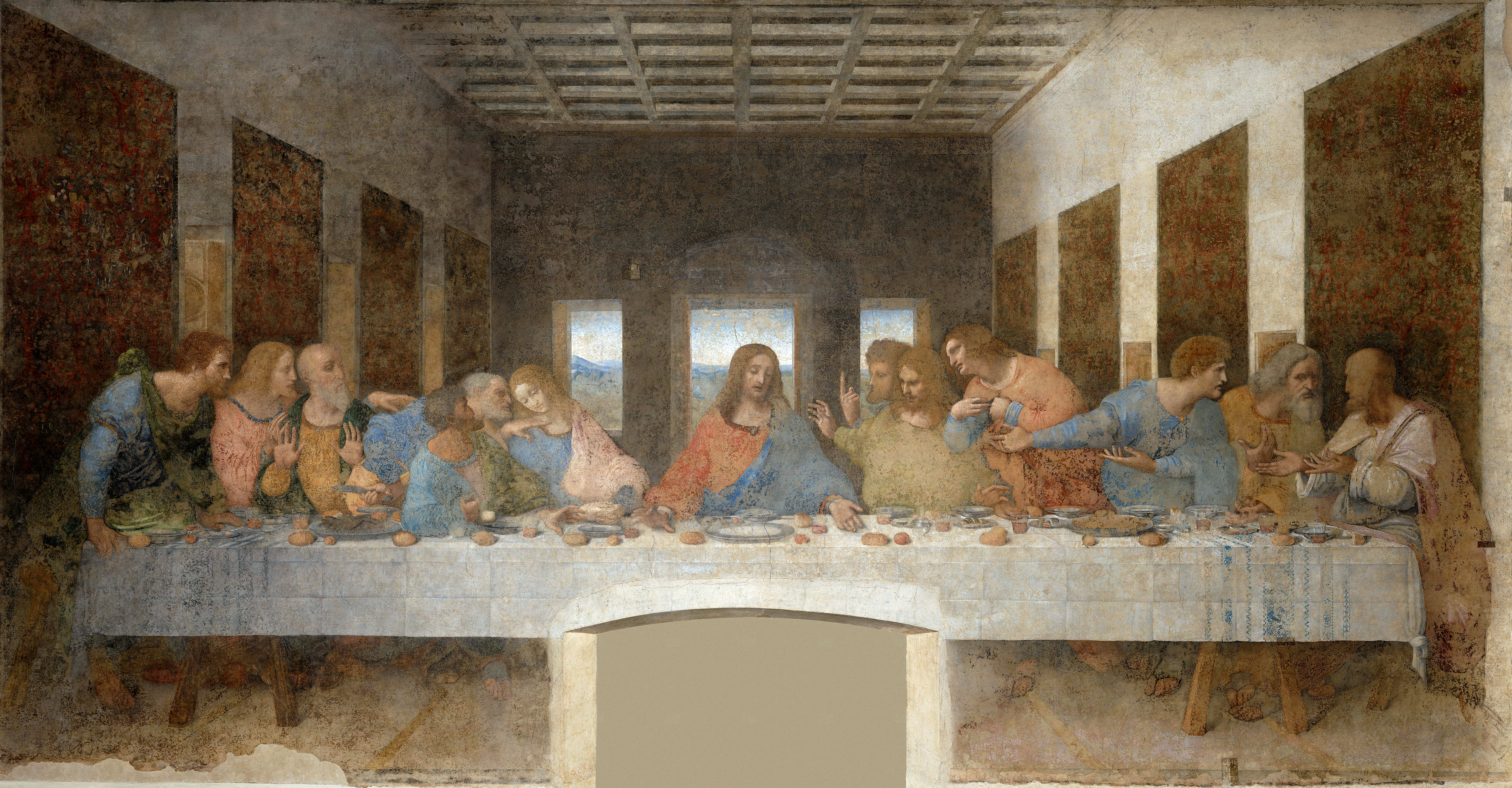
Nattvarden (1495–1498), av Leonardo da Vinci.

Sökandet efter Graal är en av de röda trådarna, och då Graal visar sig vara mycket konkret till sitt väsen, är romanen också en dementi av flera grundläggande trossatser i kristendomen, och erbjudande av en annan tro.
Enligt boken var Maria Magdalena hustru till Jesus och gravid med hans barn när Jesus blev korsfäst. Avsaknaden av en kalk i Nattvarden visar att Leonardo visste att Maria Magdalena faktiskt var den heliga graal (bäraren av Jesu blod). Detta sägs vara förstärkt av bokstaven "V" som skapas av Jesus och Marias kroppspositioner, då "V" ses som symbolen för det heliga kvinnliga. Den uppenbara avsaknaden av aposteln Johannes kan enligt denna tolkning förklaras med att man identifierar "den lärjunge som Jesus älskade" med Maria Magdalena istället för med Johannes. Boken konstaterar också att färgschemat för deras kläder är omvänt: Jesus bär en röd blus med blå kappa; Johannes/Maria bär en blå blus med röd kappa, kanske för att symbolisera deras äktenskap. Om man flyttar Johannes/Maria till höger om Jesus, ser man även att hans eller hennes huvud passar perfekt på Jesu axel, som om han/hon tillgivet lägger sitt huvud hans axel.
Enligt romanen är den heliga graals hemligheter, som förvaras av Prieuré de Sion, följande:
- Jesus är inte gudomlig, utan i egenskap av en människa en profet. Innan år 325 e.Kr. sågs Jesus av sina anhängare som inte förmer än en profet och det var bara kejsar Konstantin den stores röstfiske och en nära omröstning vid första konciliet i Nicaea som fick kristendomen att betrakta honom som gudomlig eller som en hypostas i en treenighet.
- Den heliga graal är inte en fysisk kalk, utan en kvinna, nämligen Maria Magdalena, som bar Jesu blodslinje.
- Det gamla franska uttrycket för den heliga graal, San gréal, spelar på Sang réal, vilket bokstavligen betyder "kungligt blod" på franska.
- Relikerna av den heliga graal består av de dokument som redovisar för Jesu släktlinje, såväl som Maria Magdalenas faktiska kvarlevor.
- Relikerna av den heliga graal gömdes av Prieuré de Sion i en hemlig krypta, kanske under Rosslyn Chapel.
- Kyrkan har kvävt sanningen om Maria Magdalena och Jesu släktlinje i 2000 år. Detta beror främst på att de är rädda för kraften av det heliga kvinnliga i sig och eftersom det skulle ifrågasätta prioriteringen av Petrus som apostel och därmed påvens överhöghet.
- Maria Magdalena var av kunglig härkomst (genom Benjamins stam) och var gift med Jesus, av Davids ätt. Att hon var prostituerad var förtal som uppfanns av kyrkan för att dölja det verkliga förhållandet.[13] Vid tidpunkten för korsfästelsen var Maria med barn. Efter korsfästelsen skall hon ha flytt till Gallien, där hon skyddades av judarna i Marseille. Hon födde en dotter som fick namnet Sara. Jesu och Marie blodsband blev den merovingiska dynastin i Frankrike.
- Släktlinjens existens var hemligheten som ingår i de dokument som upptäcktes av korsfararna efter att de erövrat Jerusalem år 1099. Prieuré de Sion och Tempelherreorden organiserades för att hålla den hemlig.

### Mona Lisa
I romanen framförs även åsikten att Mona Lisa föreställer Leonardo da Vinci som kvinna, vilket delvis är ett inlägg i homodebatten, som i USA är mycket livligare än i Sverige. Den androgyna människan är i den nyplatonska filosofin den högsta formen av vara. Föreningen mellan man och kvinna är ett av livets mål, vilket även kan ses i huvudpersonernas slutliga förening. Denna förening är bortom tid, och inbegriper en förening med den andres förfäder.

## Romanens vetenskaplighet och fiktivitet
Dan Brown har gjort vissa efterforskningar för romanen. Bland primära källor kan nämnas Petrusevangeliet från Apokryferna och Maria Magdalenas evangelium.
I detta verk dras frågan om konstnärens frihet till sin spets. I äldre romaner är det vanligt att författaren inledningsvis bedyrar att vad han ska berätta är sant, så börjar till exempel det fiktiva förordet till Robinson Crusoe som dock inte är signerad av författaren, utan under en pseudonym.
Senare tids historiska romaner har emellertid återgivit en "makro-historia", en kontext, sant, där en "mikro-nivå" som berör karaktärerna och deras öden, eller element som levandegör faktiska personer, är fiktiv. I en historisk roman fungerar den historiska kontexten antingen som en kuliss eller som berättelsens huvudmotiv. I Da Vinci-koden är förhållandet annorlunda: "makro-historien" är vetenskapligt falsk eller saknar vetenskapligt stöd, samtidigt som den genererar berättelsen. Genrebestämningen blir sålunda mycket viktig för att avgöra romanens legitimitet. Problematiken tätnar, när det visat sig att Dan Brown inte är den första att framlägga många av de påståenden som romanen kommer med, och dessa texter gjort anspråk på att vara vetenskapliga.
Namnet Maria Magdalena (eller Maria från Magdala) talar emot den bild Dan Brown ger av Maria. Judiska kvinnor hade sin födelseort som efternamn fram till dess att de gifte sig, då de istället tog makens släktnamn. "Magdalena" syftar på Marias hemort, vilket påvisar på att hon inte var gift med Jesus.
Det hemliga sällskapet Prieuré de Sion, som spelar en central roll i romanen och som påstås datera så långt bak som till 1000-talet, var i själva verket en bluff som iscensattes i mitten av 1900-talet av fransmannen Pierre Plantard.

## Plagiat
Många av de tankar som romanen uppskattats för har tidigare behandlats i boken Heligt blod, helig Gral, en icke-skönlitterär bestseller från 1982 av Michael Baigent, Richard Leigh och Henry Lincoln. Dan Brown har i romanen gjort hänvisningar till dem: karaktären Leigh Teabing har fått sitt namn från dem (Teabing är ett anagram för Baigent). Författartrion stämde Brown för att ha plagierat deras bok, men förlorade målet då en brittisk domare fastslog att Browns roman inte bryter mot de brittiska upphovsrättsreglerna.
En annan anklagelse om plagiarism kommer från författaren Lewis Perdue som hävdar att Brown plagierat från hans bok Daughter of God. Perdue får stöd av en del oberoende litteraturanalytiker vilket följande citat från The New York Post visar:
"This is the most blatant example of in-your-face plagiarism I've ever seen. There are literally hundreds of parallels,"
(John Olsson, Director of the Forensic Linguistics Institute). Mer om detta kan läsas på en av Lewis Perdues webbplatser, The Da Vinci Legacy.